# Olga Rodionova
Olga Rodionova (Moskva, 25. lipnja 1974.) ruska glumica, TV voditeljica i model.

## Životopis
- Rođena 25. lipnja 1974. godine u Moskvi.
- 1991. godine završila srednju školu.
- 1996. godine završila je Fakultet ekonomije, menedžmenta i prava (iz struke "Bankarstvo").
- 1997. godine otvorila je multibrendovni butik "ŠARM".
- 2001. godine otvorila je butik Vivienne Westwood, prvi u Rusiji.
- 2009. godine izdavač Benedikt Taschen (Taschen Gmbh) izdao je provokativan art-book "The Book Of Olga". Knjiga sadrži fotografije Olge Rodionove, napravljene od svjetski poznate fotografkinje Bettine Rheims, i privukla je besprimjernu pozornost medija, kako u oblasti umjetnosti tako i politike, u cijelom svijetu [1].
- 2010. godine pobijedila je u sudskom postupku protiv Ksenije Sobčak, koja se je nekorektno očitovala o projektu "The Book Of Olga" kao i o aktivnostima same Olge za vrijeme ceremonije "Srebrna kaljača". Kao rezultat, bio je stvoren sudski presedan koji je pokazao kažnjivost javne osobe za nekorektne izjave u medijima. Sama Olga je nazvala taj proces „principijelnom borbom sa bezobraznošću“. Isto tako bile su pozvane na odgovornost moskovske novine "Žiznj", "Tvoj denj" i radio postaja "Serebrjani doždj", koje su dobrovoljno ispunile sve zahtjeve Rodionove.
- 2012. godine Taschen Gmbh izdao je art-book "The Story Of Olga". Knjiga sadrži fotografije Olge Rodionove, napravljene od fotografkinje Ellen Von Unwerth
- 2012. godine izlozba u Berlinu s fotografijama od ovaj knijege u galerije CWC.

## Zanimljivosti
- Dobitnica je francuske nagrade "The Best" u nominaciji "Najljepši ljudi godine".
- Aktivno je radila sa svjetski poznatim fotografima kao što su: Helmut Newton, David LaChapelle, Peter Lindbergh, Terry Richardson, Santa Doratsio, Bettina Rheims, Nathaniel Goldberg, Jean Daniel Laurier i drugi. Njene fotografije su ukrašavale omote i stranice časopisa kao: Playboy (Rusija, Poljska, Njemačka, Hrvatska, Grčka), Vogue (Francuska, Italija), FHM, L'Officiel (Francuska, Rusija), W (SAD), Numero (Francuska), Panorama (Italija), Le Monde (Francuska), Guardian (Velika Britanija) i mnoge druge.
- Vodi talk show "Cijena pitanja" (3. kanal). Također vodi jednu od emisija na kanalu World Fashion Channel.
- Udana je za ruskog milijardera Sergeja Rodionova.
- Olga je poznata po radu na zaštiti građanskih prava i socijalnih sloboda u Rusiji.
- Sudjeluje u dobrotvornim akcijama filmskih zvijezda kao: Jude Law, Ashton Kutcher i Demi Moore, Michelle Rodriguez.

## Filmografija
- 2002 - Svjetske kronike - Inna Bragina
- 2002 - Peti anđeo - Tanja Budrajtis
- 2003 - Totalizator - Elizaveta
- 2004 - Ljubavne avanture - Madlen /Anetta
- 2006 - Lift - Anastasija
- 2007 - Brzi i žestoki da Vinci - Maša
- 2007 - Agonija straha
- 2007 - Paradoks
- 2010 - Kemičar - Alena
- 2010 - Misija: Prorok